# Domínguez (kulle)
Domínguez är en kulle i Antarktis. Den ligger i Västantarktis. Argentina, Chile och Storbritannien gör anspråk på området.
Terrängen runt Domínguez är lite kuperad. Trakten är glest befolkad. Närmaste befolkade plats är Bernardo O'Higgins Station, 3,8 kilometer sydost om Domínguez. 